# Craugastor mimus
Craugastor mimus es una especie de anuro de la familia Craugastoridae. Es endémica del este de Honduras, Nicaragua y Costa Rica. No se encuentra amenazada de extinción, pero la pérdida de su hábitat natural y el cambio climático suponen amenazas a su conservación.